# Gerry Ritz
Gerry Ritz (né le 19 août 1951 à Delisle, Saskatchewan) est un homme politique canadien, député de la circonscription saskatchewanaise de Battlefords—Lloydminster sous différentes bannières conservatrices de 1997 à 2017.

## Biographie
D'abord élu sous la bannière du Parti réformiste en 1997, il a été réélu en 2000 avec l'Alliance canadienne et sous la bannière du Parti conservateur du Canada en 2004 et dans l'élection fédérale de 2006. Élu d'une circonscription majoritairement rurale, il a été président du Comité permanent de l'agriculture et de l'agroalimentaire de la Chambre des communes.
Le 7 décembre 2011 la Cour fédérale juge que le ministre Gerry Ritz a enfreint la loi en refusant de consulter les agriculteurs sur l'abolition du monopole de la Commission canadienne du blé.
Le 31 août 2017, il annonce sa démission de la Chambre des communes après 20 ans de mandat. Il est remplacé le 11 décembre par Rosemarie Falk, également membre du Parti conservateur.